# PRINCESS COLLECTION
『PRINCESS COLLECTION』（プリンセス コレクション）は、小森まなみの企画コレクションアルバムである。1992年4月22日、スターチャイルドより発売された。

## 解説
- 小森が歌ったテレビアニメ等の主題歌・イメージソング・キャラクターソングの中からセレクトして集めたコレクションアルバムである。

## 収録曲
1. 夢見るハート
  - 作詞：森野律、作曲：あみ啓三、編曲：長谷川智樹
  - テレビアニメ『魔法のプリンセスミンキーモモ（新）』前期オープニングテーマ
2. ダバダバFallin' Love
  - 作詞：渡辺なつみ、作曲：岡崎律子、編曲：長谷川智樹
  - テレビアニメ『魔法のプリンセスミンキーモモ（新）』前期エンディングテーマ
3. Dancin' LICCA Chan～リカのCMメドレー～
  - タカラ（現タカラトミー）の着せ替え人形『リカちゃん』テレビCM使用曲のメドレー
4. 夢少女☆リカ
  - 作詞：荒川和久、作曲・編曲：馬飼野康二
  - 『リカちゃん』イメージソング
5. ガラスのダイアリー～永遠の少女たちへ～
  - 作詞：荒川和久、作曲・編曲：馬飼野康二
  - 『リカちゃん』イメージソング
6. 虹のプリンセス
  - 作詞：小森まなみ、作曲：松宮恭子、編曲：山本健司
  - OVA『ハーバーライト物語 -ファッションララより-』挿入歌
7. トワイライト★ドリーム
  - 作詞：小森まなみ、作曲：松宮恭子、編曲：山本健司
  - OVA『ハーバーライト物語 -ファッションララより-』主題歌
8. 桃変化で行こう!
  - 作詞：さくまあきら、作曲：難波弘之、編曲：入江純
  - テレビアニメ『桃太郎伝説』前期オープニングテーマ
9. ムーンチャイルド
  - 作詞：加納眞士、作曲：りゅうてつし、編曲：入江純
  - テレビアニメ『桃太郎伝説』イメージソング
10. 夢しゃりばり
  - 作詞：加納眞士、作曲：三田超人、編曲：入江純
  - テレビアニメ『桃太郎伝説』後期オープニングテーマ
11. ピーチボーイ・ブギウギ
  - 作詞：加納眞士、作曲：馬場孝幸、編曲：入江純
  - テレビアニメ『桃太郎伝説』エンディングテーマ
12. 夢見るハート（Hearful Chorus Version）
  - 作詞：森野律、作曲：あみ啓三、編曲：長谷川智樹・藤井暁
13. ダバダバFallin' Love（Hearful Chorus Version）
  - 作詞：渡辺なつみ、作曲：岡崎律子、編曲：長谷川智樹・藤井暁